# Якупи, Леонора
Леонора Якупи (алб. Leonora Jakupi, род. 3 марта 1979, Скендерай, Косово) — косоварская фолк-певица.

## Биография
Леонора Якупи родом из Скендерая (Косово), но позже переехала в столицу, Приштину. Она потеряла отца во время войны в Косове: он был убит сербскими силовиками. В её репертуаре старинный албанский фолк и современная популярная музыка.
Популярность Якупи принесла песня «A vritet pafajsia?» (с алб. — «Можно ли убить невинность?»). Леонора была военным беженцем и посвятила песню своему отцу и другим албанцам, погибшим во время войны в Косове.
Хотя Якупи начала свою музыкальную карьеру с песен с элементами этно-музыки и фолка, позже она переключилась на современную поп-музыку. В 2009 году она выпустила песню «Ky është fundi» (с алб. — «Это конец»), которая стала хитом на радио и в Интернете. Певица популярна на албаноязычных территориях Албании, Косова, Северной Македонии и Черногории, а также в таких странах, как Германия, Швейцария и Болгария.
О своей личной жизни Якупи писала в журналах, посвященных сплетням, и в таблоидах. Ходили слухи о том, замужем она или нет, но она часто отказывалась говорить об этом.

## Дискография
- 1997 — «O Bo Bo»
- 1997 — «Nuk Më Duhet Gjermania» (I Don’t Need Germany)
- 1997 — «Buzekuqja» (Red-lipped Girl)
- 1998 — «A Vritet Pafajsia?» (Could innocence be killed?)
- 1999 — «Në Zemër Të Më Ndjesh» (Feel Me in Your Heart)
- 2001 — «Sahara»
- 2003 — «Ti Nuk Ekziston» (You Do Not Exist)
- 2005 — «Ende Të Dua» (I Still Love You)
- 2005 — «As Mos Provo» (Don’t Even Try)
- 2006 — «Zemra Të Kërkon» (My Heart Asks for You)
- 2009 — «Ky Është Fundi» (This is the End)
- 2010 — «Puthja Jote» (Your Kiss)
- 2010 — «I Harruar» (Forgotten)
- 2011 — «Iluzion» (Illusion)
- 2011 — «Këngë E Pa Kënduar» (An Unsung Song)
- 2013 — «S’e Ndaloj» (I Don’t Stop It)
- 2014 — «Vajza E Kojshisë» (The Daughter of a Neighbour)
- 2014 — «Ma Ngat» (Closer)